# فابیو دپائولی
فابیو دپائولی (انگلیسی: Fabio Depaoli؛ زادهٔ ۲۴ آوریل ۱۹۹۷) بازیکن فوتبال اهل ایتالیا است که در پست هافبک برای باشگاه فوتبال کیه‌وو ورونا بازی می‌کند.
وی همچنین در تیم ملی فوتبال زیر ۲۱ سال ایتالیا بازی کرده‌است.